# アナトリー・アルツェバルスキー
アナトリー・パヴロヴィチ・アルツェバルスキー（Anatoly Pavlovich Artsebarsky、ウクライナ語:Анатолій Павлович Арцебарський、1956年9月9日-）は、ウクライナ・ソビエト社会主義共和国ドニプロペトロウシク州プロシャナヤ出身の宇宙飛行士である。元ロシア空軍大佐。ソ連邦英雄受賞者。

## 来歴
アルツェバルスキーは1985年に宇宙飛行士になり、1度の宇宙飛行でおよそ5ヶ月間を宇宙で過ごした。1991年、彼はソユーズTM-12でミールにドッキングし、乗船した。アルツェバルスキーとセルゲイ・クリカレフは8日後にミールの乗組員が地球に帰還するのを見送った。アルツェバルスキーはミールEO-9のミッション中に6回の宇宙遊泳をこなし、合計は33時間にもなった。
アルツェバルスキーとクリカレフは宇宙に滞在中に1991年のソ連8月クーデターからソビエト連邦の崩壊を迎えた。この数日間で、彼らの立場は極めて危ういものになった。